# Список невыпущенных песен ABBA
Ниже приведён список песен, написанных или записанных шведской группой ABBA, но не выпущенных в годы активности группы (1972—1982/3) по различных причинам. Некоторые из них вышли полностью или частично в составе трека «Abba Undeleted» (альбом «Thank You for the Music», 1994), некоторые были выпущены в рамках сольных проектов участников.

## Под названием Björn & Benny, Agnetha & Frida
- «En hälsning till våra parkarrangörer» (1972) — промосингл квартета Björn & Benny, Agnetha & Frida’s, посвящённый туру Folkpark лета 1973 года. Включает отрывки и речитативы из «People Need Love», «Man vill ju leva lite dessemellan» (сольная работы Фриды) и «Så glad som dina ögon» (сольная работа Агнеты).[1]
- "Den Stora Kärleken"

## Под названием ABBA

### 1974
- «Rikky Rock ’N’ Roller» — песня, записанная во время подготовки к выпуску для альбома ABBA, но так и не завершённая. Шведский рок-музыкант Джерри Вильямс записал свою версию и выпустил её как сингл после того, как ABBA сочли песню слишком «слабой» для релиза. Часть демоверсии присутствует в альбоме Thank You for the Music[2][3].
- «Here Comes Rubie Jamie» — рабочее название песни 1974 года, позже обретшей название «Terra Del Fuego». Песня считается уникальной в том плане, что у всех четырёх участников группы есть ведущая вокальная партия. Отрывок присутствует в альбоме Thank You for the Music, хотя там слышны лишь голоса Бенни и Фриды — он был подвергнут значительной правке, в результате которой был исключён припев, не нравившийся участникам группы. Также по неизвестным причинам песня представлена под рабочим названием[3][4].
- «Baby» — ранняя демоверсия песни «Rock Me», записанная в 1974 году с ведущим вокалом Агнеты. Отрывок присутствует в альбоме Thank You for the Music[3][5].

### 1975
- Песня «To Live With You» является попыткой записать композицию «Lycka» (выпущенную в одноимённом альбоме Björn & Benny 1970 года ещё без участия девушек) на английском. Демоверсия восходит к 1975 году, релиз же состоялся только в перевыпуске первого альбома Бьорна и Бенни Lycka в мае 2006 года[6].
- Песня «Dancing Queen» (в ранней версии) содержит ещё один куплет, который можно услышать в документальном фильме The Winner Takes It All. Это дополнение нашло своё отражение в испаноязычной версии песни[7][8]. Куплет же звучит так: Baby, Baby, You’re Outta Sight / Hey You’re Looking Alright Tonight / When You come to the party / When you see the guys / They’ve got the look in their eyes. Далее песня продолжается известными строками: You’re a teaser, you turn them on…
- Ранняя версия «I Do, I Do, I Do, I Do, I Do» содержит ещё один куплет[3].
- «Tango» — ранняя шведскоязычная версия «Fernando». An excerpt was included in the ABBA Undeleted medley as part of the 4 CD box set Thank You for the Music in 1994[8][9].
- Шведская версия «Fernando» была хронологически первой и вышла как ведущий сингл из сольного альбома Frida ensam участницы группы Анни-Фрид Лингстад. Англоязычная версия, использовавшая ту же фонограмму, но другой по смыслу текст и ставшая одним из наиболее громких хитов группы, появилась несколько позже. Несмотря на это, шведская версия так никогда и не была официально выпущена группой ABBA.
- Шведская версия «SOS», хронологически вторая после успешного выступления англоязычного сингла из альбома «ABBA» (1975), была выпущена Агнетой Фэльтскуг в качестве ведущего сингла из её сольного альбома «Elva Kvinnor I Ett Hus». Несмотря на идентичность фонограммы и прецеденты выпуска сольных записей под «соусом» ABBA, официального релиза не последовало.

### 1976
- Ранняя версия «When I Kissed The Teacher» была использована для съёмки видеоклипа на неё; для альбомного релиза была использована другая версия[10][11].
- Композиция «Funky Feet» был записана во время подготовки альбома Arrival, но в него она не попала из-за похожести на «Dancing Queen». Позднее свои версии песни записали Svenne & Lotta, австралийская группа The Studs, Alcazar и трибьют-группа Arrival[11][12].
- «National Song» — короткая рекламная композиция для австралийского телевидения, использовавшая фонограмму «Fernando» с другим текстом.
- «Monsieur, Monsieur» — название ранней версии «My Love, My Life» с ведущим вокалом Агнеты.[13]
- «Memory Lane» — ещё одно название для «Why did it have to be me»/«Happy Hawaii», якобы записанной, но даже частично не выпущенной.[11][13]

### 1977
- «I Am An A» была написана для турне 1977 года и носила скорее юмористический характер (участники, приложившие руку к написанию текста, шутливо называют себя A, B, B и A).[14][15]
- «Get On The Carousel» — ещё одна песня из турне 1977 года, написанная для мини-мюзикла The Girl With The Golden Hair. «Get On The Carousel» присутствует в фильме ABBA: The Movie.[14][15]
- «Scaramouche» — инструментальная композиция 1977 года, отрывки из которой попали в мюзикл «Шахматы» и в альбом Thank You for the Music[16][17].
- «Billy Boy» — ранняя версия «Take a Chance on Me». Представлена в Thank You for the Music[17][18].
- «Love for Me Is Love Forever» a.k.a. «Yippee Yay», «Big John» и «Joanne» представляют собой ранние версии песни «Move On»[17][19].

### 1978
- «Free As a Bumble Bee» a.k.a. «Svantes Inferno» — демозапись 1978 года с ведущими вокалами Бьорна и Бенни, включённая в альбом Thank You for the Music. Часть припева была использована в песне «I Know Him So Well» из мюзикла Chess[20][21].
- «Mountain Top»/«Dr.Claus Von Hamlet nos. 1, 2 and 3» — экспериментальные композиции 1978 года[21][22].
- Существует много версий песни «Summer Night City» — по утверждению Майкла Третова, более 30, сохранившихся на старых лентах, причём некоторые из них мало походят на то, что потом было выпущено как сингл. Одна из них попала на Thank You for the Music, с инструментальной вставкой. Улучшенная редакция присутствует также в компиляции The Complete Studio Recordings[21][23].
- «Just a Notion» — демо 1978 года[21][24]. В 2021 году была перезаписана и вошла в альбом Voyage.
- «Crying Over You» — демо 1978 года с вокалом Бьорна; отрывок представлен в альбоме Thank You for the Music.
- Ранняя версия «If It Wasn’t For The Nights» исполнялась в телешоу ABBA In Japan и обладает некоторыми отличиями от выпущенной[25][26].
- «In the Arms of Rosalita» — ранняя демоверсия «Chiquitita» с ведущим вокалом Фриды, отрывок из которой можно услышать в документальном фильме The Winner Takes It All. В более поздней версии «Chiquitita Angelina» вокал разделён между девушками[26][27].
- «Nämndöfjärden» — инструментальный демо-трек Бенни Андерссона (синтезатор), записанный 13 декабря 1978 года и по сей день не выпущенный[28].
- Ранняя версия «Does Your Mother Know» a.k.a. «I Can Do It» обладает большей длительностью и иным вступлением. Она присутствует в шоу ABBA in Switzerland. Часть этой версии восходит к невыпущенной «I Want You» (1975)[29][30].

### 1979
- «Sång till Görel» песня-посвящение исполнительному директору Polar Music — Görel Hanser (Görel Johnsen) на её 30-летие в 1979 году. Никогда не была выпущена официально, однако, ограниченное число копий записи (30 экземпляров) было напечатано на голубом виниле и роздано людям, принимавшим участие в торжестве.[31][32]
- «Lady Bird» — песня без слов, позднее использованная в «Someone Else’s Story» из мюзикла Шахматы.[31][32]
- «And the Wind Cries Mary» это демо-запись, сделанная 25 июня 1979 года, запись не содержит каких-либо вокалов[32]
- «I’m Still Alive», с музыкой авторства Фэльтскуг и текстом Ульвеуса, исполнялась «вживую» во время турне по Европе и Северной Америке в 1979 году. Позднее песню исполнял шведский музыкант Kicki Moberg[33][34].
- «Rubber Ball Man» — демоверсия песни «Under My Sun» 1979 года. Мелодия куплета повторится в «Under Attack» («and every day the hold is getting tighter…/I wish there was a way that I could show you…»)[32][35].
- «Dream World» — см. ниже

### 1980
- «Burning My Bridges» — песня в стиле кантри 1980 года, где ведущий вокал исполнил Бьорн. Отрывок имеется в Thank You for the Music[36][37].
- «Put On Your White Sombrero» — см. соответствующую статью

### 1981
- «Hovas vittne» песня, исполненная на шведском, записана как посвящение Стигу Андерсону на его 50-летие в 1981 году и выпущена ограниченным тиражом (200 экземпляров) на красном виниле для гостей, участвовавших в торжестве. Заглавие содержит игру слов; Hova — это маленькая деревушка в Västergötland, где родился Андерсон, а Vittne — это отсылка к Jehovah’s Witnesses (Свидетели Иеговы). Таким образом, название переводится как «Свидетель Хувы». Песня содержит четырёх-ярусный пассаж, который позднее был использован в увертюре «Merano» мюзикла Chess[38][39].
- «Tivedshambo» — инструментальная версия первой изданной Стигом Андерсоном песни, записанная как b-сторона «Hovas vittne» в том же 1981 году.[38][39]
- «When All Is Said and Done» (Demo Version and various mixes) инструментальный трек, записанный в 1981 в иной тональности. Эта версия содержала более эмоциональное повторение первого куплета после третьего, что увеличило длительность трека с 3:15 до 4:20. Но когда в 1981 году было выпущено видео, оно имело другой альтернативный финал[39][40].
- «Nationalsång» инструментальная композиция, которая позднее стала основой гимна «Anthem» из мюзикла Chess. Эта песня часто называется «Opus 10» из-за того, что журналист неправильно передал фанатам полученную у группы информацию[38][39].
- «I Am a Musician» — инструментальный демо-трек, записанный в 1981 году. Позже песня была включена в мюзикл ABBAcadabra и записана Б. А. Робертсоном с немного измененным названием «I Am the Seeker». Мелодия припева позже была использована Бенни Андерссоном в песне 'Upp Till Dig' из его альбома 2007 года BAO 3[38][39].
- «Fanfare For Icehockey World Championships '81» — короткая инструментальная композиция, написанная участниками группы для чемпионата мира по хоккею, который в 1981 году проводился в Швеции. Также использовалась в оформлении шоу Dick Cavett Meets ABBA (также 1981)[38][39].
- «Two for the Price of One» (в ранней версии) обладает несколько другим текстом и исполняется от первого лица (I have what you might call a simple occupation/I clean the toilets of the local railway station/With no romance in my life/Sometimes I wish I had a knife)[39][41].
- «Givin’ A Little Bit More» — демо 1981 года с ведущим вокалом Бьорна. Отрывок из композиции присутствует в альбоме Thank You for the Music[39][42].
- «An Angel’s Passing Through My Room» — ранняя версия «Like An Angel Passing Through My Room» с совместным вокалом девушек[43][44]. Ещё одна версия песни носила название «Another Morning Without You»[44][45].

### 1982
- «Just Like That» — название одной из последних песен ABBA. Она вызывает немалый интерес у поклонников группы, так как по сей день её полная версия не выпущена[46][47].
- «I Am the City» — песня, записанная в мае 1982 года и предназначавшаяся для девятого студийного альбома группы. Однако, как известно, группа предпочла выпустить двойной альбом-компиляцию The Singles: The First Ten Years вкупе с двумя новыми песнями, которыми стали The Day Before You Came и Under Attack. Поэтому «I Am the City» оставалась неизвестной широкой публике вплоть до 1993 года, когда она попала на сборник More ABBA Gold: More ABBA Hits. До этого она присутствовала только на бутлегах[46][47].

### 1983
- «Every Good Man» — демоверсия песни «Heaven Help My Heart», позднее включённой в мюзикл Шахматы в исполнении Элейн Пейдж. Трек был записан в январе 1983 года. Вокал исполняет Агнета Фельтског, Бенни Андерссон играет на синтезаторе.

## Dream World
«Dream World» (первоначально: «Dream Land») — песня, записанная группой в сентябре 1978 года. Ведущий вокал исполнили Анни-Фрид Лингстад и Агнета Фельтског; у последней также было соло. Композиция предназначалась для альбома Voulez-Vous, однако песня показалась участникам слишком неподходящей для релиза, и было решено положить запись на полку.
Часть фонограммы «Dream World» была использована при сведе́нии дорожки для песни «Does Your Mother Know», позднее выпущенной как второй сингл из альбома Voulez-Vous.
В 1980-е песня впервые прозвучала в эфире на шведском радио. Гостем студии был аудиоинженер ABBA Майкл Третов. Впоследствии песня появилась в бутлег-альбомах.
В 1994 году «Dream World» была выпущена Швеции, Германии и Австралии в качестве промосингла на CD наряду с другими раритетными записями ABBA для продвижения альбома Thank You for the Music. Эта версия песни отличается от той, что появилась на радио десятью годами ранее.

### Список композиций
1. «Dream World»
2. «Put On Your White Sombrero»
3. «Just Like That [редактированная версия]»
4. «Thank You for the Music» (версия Doris Day)